# Кошеня

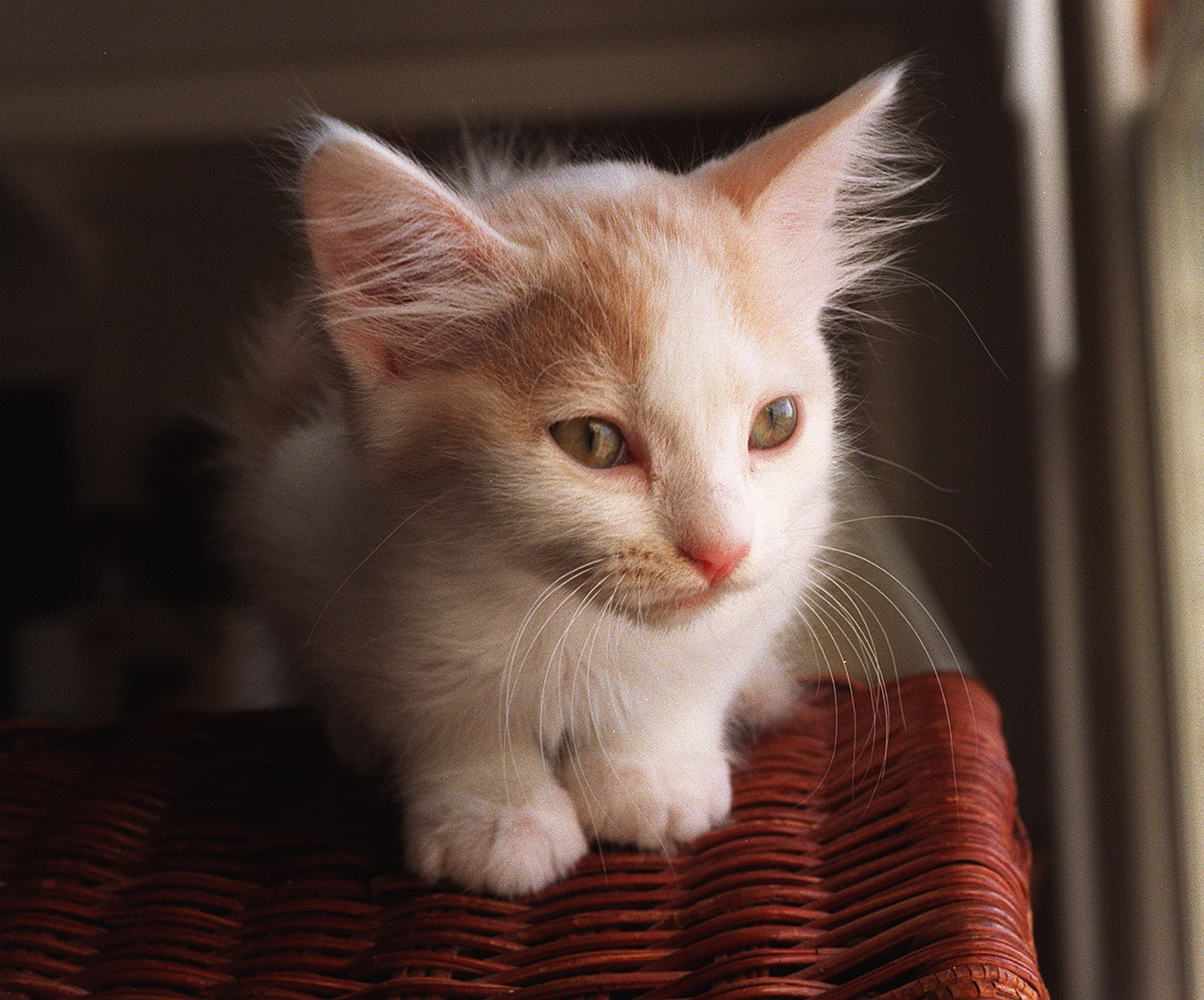
Домашнє кошеня

Кошеня́, котеня́ — дитинча кішки. Після свого народження кошеня поступово розвивається та росте. У період дитинства його життя майже повністю залежить від матері. Домашні кошенята стають дорослими, як вважається, приблизно через рік.

## Розвиток
Дорослішання домашніх котів можна поділити на умовні періоди. Протягом кожного з них в кошеня щось розвивається, і помалу він стає дорослим.

#### Перші тижні
Народжуються кошенята вагою приблизно 100 грам. Пуповина відпадає близько 3-ого дня. При народженні вони є сліпими та глухими. Слух з'являється приблизно в 4-ий або 5-ий день. А очі повністю відкриваються до кінця другого тижня життя. Виживати в таких умовах кошеняті допомагає нюх, завдяки якому він відчуває, що мама поруч.

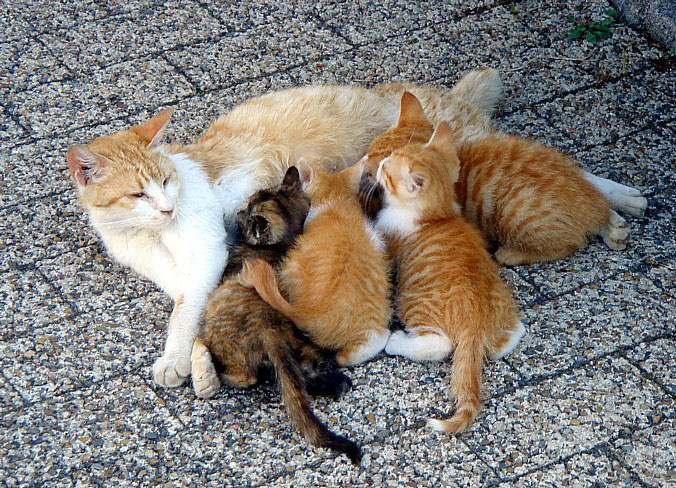
Мама-кішка годує своїх дитинчат

Важливим елементом, що допомагає сформувати його імунітет — це є материне молоко. Через молоко до організму кошеня попадають антитіла, а також інші поживні речовини.

#### Другий та третій місяці
Хоча кошеня і раніше пробує ходити, але тільки після четвертого тижня у нього це виходить вдало. Це зв'язано з тим, що в нього міцно розвинулись кістки. Кошеня починає досліджувати невелике середовище навколо себе. Також кошенята починають самостійно вмиватись.
В цей період мама починає давати менше молока кошеняті, а згодом взагалі перестає його годувати молоком. Тож кошеня більше переходить на суху їжу. Саме в цей період починає формуватись його раціон.

#### З третього по шостий місяць
З третього по шостий місяць приблизно у цей час кошеня стає більш самостійним і не боїться відходити від матері. Воно поводиться дуже грайливо, ще більше досліджує навколишній світ і активно взаємодіє з людьми та іншими тваринами. У цьому віці у кошенят проявляються риси характеру, формується соціальна поведінка, закріплюються навички користування лотком і кігтеточкою. Також починається активна зміна молочних зубів на постійні, тому кошеня може гризти предмети — це варто враховувати при виборі іграшок. Важливо у цей період забезпечити йому правильне харчування, безпечне середовище та багато стимулів для розвитку.
Крім цього, його молочні зуби поступово замінюються на постійні.

## Здоров'я
Домашніх кошенят у розвинених суспільствах зазвичай вакцинують проти загальних захворювань у віці від двох до трьох місяців. Звичайна комбінована вакцинація захищає від вірусного ринотрахеїту, каліцивірозу й панлейкопенії котів. Це щеплення зазвичай проводиться у віці вісім, дванадцять та шістнадцять тижнів, а щеплення проти сказу може бути здійснено у шістнадцять тижнів. Зазвичай кошенят стерилізують або каструють у віці семи місяців, але кошенят можна каструвати вже у сім тижнів (якщо вони досить великі), особливо в притулках для тварин. Схоже, така рання кастрація не має довгострокових ризиків для здоров'я котів і може бути навіть корисною для котів чоловічої статі. Зазвичай кошенят глистують проти аскарид приблизно з чотирьох тижнів.